# 福岡県第1区
福岡県第1区（ふくおかけんだい1く）は、日本の衆議院における選挙区。1994年（平成6年）の公職選挙法改正で設置。

## 区域

### 現在の区域
2022年（令和4年）公職選挙法改正以降の区域は以下のとおりである。2022年の区割り変更に伴い、東区の一部（多々良第一・多々良第二・八田・青葉第一・青葉第二の各投票区）が4区へ移行した。
- 福岡市
  - 東区（多々良第一・多々良第二・八田・青葉第一・青葉第二の各投票区の区域を除く）
    - 大字勝馬、大字弘、大字志賀島、西戸崎1〜6丁目、大岳1〜4丁目、大字西戸崎、大字奈多、雁の巣1・2丁目、奈多1〜3丁目、奈多団地、塩浜1〜3丁目、大字三苫、三苫1〜8丁目、美和台新町、美和台1〜7丁目、高美台1〜4丁目、和白東1〜5丁目、和白丘1〜4丁目、和白1〜6丁目、大字上和白、松香台1・2丁目、唐原1〜7丁目、大字浜男、御島崎1・2丁目、大字下原、下原1〜5丁目、大字香椎（1〜118番地を除く）、香椎1〜6丁目、香椎台1〜5丁目、香椎駅東1〜4丁目、香椎駅前1〜3丁目、香椎団地、香住ケ丘1〜7丁目、城浜団地、名島1〜5丁目、香椎浜1〜4丁目、香椎照葉1〜7丁目、みなと香椎1〜3丁目、香椎浜ふ頭1〜4丁目、千早1〜6丁目、松崎1〜4丁目、舞松原1〜6丁目、水谷1〜3丁目、若宮2〜5丁目、松島1・2丁目、松島3丁目1〜30番、松島4丁目、松島5丁目1〜20番、松島6丁目、松田1〜3丁目、箱崎1〜7丁目、箱崎ふ頭1〜6丁目、原田1〜4丁目、貝塚団地、東浜1・2丁目、社領1〜3丁目、郷口町、筥松1〜4丁目、筥松新町、二又瀬、二又瀬新町、馬出1〜6丁目

  - 博多区

### 2022年以前の区域
1994年（平成6年）公職選挙法改正から2022年の小選挙区改定までの区域は以下のとおりである。
- 福岡市
  - 東区
  - 博多区

## 歴史
福岡県庁や博多駅、歓楽街中洲、福岡空港などを有する、福岡市の中心。福岡市役所のある2区とともに九州の中枢として発展している。
都市型選挙区であり、民主党の松本龍が民主支持層のみならず、建設業界や自民党地方議員層にまで広がる支持層をしっかりまとめ、小選挙区制導入以後第45回衆議院議員総選挙まで小泉旋風が吹き荒れた郵政解散でも落選の難を逃れて議席を守った（自民党候補は選挙区落選で比例復活）。
2012年の第46回衆議院議員総選挙では自民党は、当初古賀誠元幹事長の秘書だった新開裕司を擁立する予定だったが、安倍晋三総裁の総合的な判断によって、新開は比例九州ブロックに回され、祖父から3代県会議員を務めていた井上貴博を擁立、井上は保守層を中心に幅広い支持を集めて初当選した。松本は前年の東日本大震災の被災地をめぐる発言が問題視され、比例復活もできず落選した。
2014年の第47回衆議院議員総選挙では井上と新開との公認争いで自民党内が分裂し、最終的に両者が無所属で出馬した。同選挙では高島宗一郎福岡市長などに支持された井上が新開や民主党元職の山本剛正を抑え再選、自民党の追加公認を受けた。このことによって福岡県は同選挙において小選挙区が10以上ある都道府県のうち唯一自民党が小選挙区の全議席を独占した都道府県となった。
2017年の第48回衆議院議員総選挙では新開は不出馬で井上が公認を得た。これにより井上が前回より4万票近く票を伸ばし圧勝。立憲民主党に鞍替えした山本は比例復活もできず落選。また前回から引き続いて福岡県は自民党が小選挙区で全勝している。また前回のこの自民党が公認調整ができなかった選挙区で勝った方を追加公認するやり方がこの選挙において山梨2区や埼玉11区や岡山3区などで用いられた。
2021年の第49回衆議院議員総選挙では山本が日本維新の会に移籍し、立憲民主党は社会保険労務士の坪田晋を擁立したが、井上が前回より2千票程上乗せして4選。坪田は2位であったが、西日本で立憲の支持が広がらなかった影響で落選、山本は3位も12年ぶりに比例復活での当選となった。
2024年の第50回衆議院議員総選挙では井上が前回より得票を減らしたものの5選。立憲の丸尾圭祐は2位であったが、比例でも次点で落選、山本は3位で比例復活もならず落選となった。

## 小選挙区選出議員
| 選挙名                 | 年     | 当選者   | 党派       |
| ---------------------- | ------ | -------- | ---------- |
| 第41回衆議院議員総選挙 | 1996年 | 松本龍   | 民主党     |
| 第42回衆議院議員総選挙 | 2000年 | 松本龍   | 民主党     |
| 第43回衆議院議員総選挙 | 2003年 | 松本龍   | 民主党     |
| 第44回衆議院議員総選挙 | 2005年 | 松本龍   | 民主党     |
| 第45回衆議院議員総選挙 | 2009年 | 松本龍   | 民主党     |
| 第46回衆議院議員総選挙 | 2012年 | 井上貴博 | 自由民主党 |
| 第47回衆議院議員総選挙 | 2014年 | 井上貴博 | 無所属     |
| 第48回衆議院議員総選挙 | 2017年 | 井上貴博 | 自由民主党 |
| 第49回衆議院議員総選挙 | 2021年 | 井上貴博 | 自由民主党 |
| 第50回衆議院議員総選挙 | 2024年 | 井上貴博 | 自由民主党 |

## 選挙結果
時の内閣：第1次石破内閣 解散日：2024年10月9日 公示日：2024年10月15日
当日有権者数：44万719人 最終投票率：46.98%（前回比：0.58%） （全国投票率：53.85%（2.08%））
| 当落 | 候補者名 | 年齢 | 所属党派     | 新旧 | 得票数   | 得票率 | 惜敗率 | 推薦・支持 | 重複 |
| ---- | -------- | ---- | ------------ | ---- | -------- | ------ | ------ | ---------- | ---- |
| 当   | 井上貴博 | 62   | 自由民主党   | 前   | 70,408票 | 35.18% | ――     | 公明党推薦 | ○    |
|      | 丸尾圭祐 | 42   | 立憲民主党   | 新   | 55,343票 | 27.65% | 78.60% |            | ○    |
|      | 山本剛正 | 52   | 日本維新の会 | 前   | 34,346票 | 17.16% | 48.78% |            | ○    |
|      | 緒方貴恵 | 40   | 参政党       | 新   | 18,872票 | 9.43%  | 26.80% |            |      |
|      | 綿貫英彦 | 58   | 日本共産党   | 新   | 13,107票 | 6.55%  | 18.62% |            |      |
|      | 村田峻一 | 32   | 社会民主党   | 新   | 8,067票  | 4.03%  | 11.46% |            | ○    |

時の内閣：第1次岸田内閣 解散日：2021年10月14日 公示日：2021年10月19日
当日有権者数：45万3215人 最終投票率：47.56%（前回比：0.36%） （全国投票率：55.93%（2.25%））
| 当落 | 候補者名 | 年齢 | 所属党派     | 新旧 | 得票数   | 得票率 | 惜敗率 | 推薦・支持 | 重複 |
| ---- | -------- | ---- | ------------ | ---- | -------- | ------ | ------ | ---------- | ---- |
| 当   | 井上貴博 | 59   | 自由民主党   | 前   | 99,430票 | 47.51% | ――     | 公明党推薦 | ○    |
|      | 坪田晋   | 37   | 立憲民主党   | 新   | 53,755票 | 25.69% | 54.06% |            | ○    |
| 比当 | 山本剛正 | 49   | 日本維新の会 | 元   | 37,604票 | 17.97% | 37.82% |            | ○    |
|      | 木村拓史 | 35   | 日本共産党   | 新   | 18,487票 | 8.83%  | 18.59% |            |      |

時の内閣：第3次安倍第3次改造内閣 解散日：2017年9月28日 公示日：2017年10月10日
当日有権者数：43万3508人 最終投票率：47.92%（前回比：4.74%） （全国投票率：53.68%（1.02%））
| 当落 | 候補者名 | 年齢 | 所属党派   | 新旧 | 得票数   | 得票率 | 惜敗率 | 推薦・支持 | 重複 |
| ---- | -------- | ---- | ---------- | ---- | -------- | ------ | ------ | ---------- | ---- |
| 当   | 井上貴博 | 55   | 自由民主党 | 前   | 97,777票 | 49.17% | ――     |            | ○    |
|      | 山本剛正 | 45   | 立憲民主党 | 元   | 51,063票 | 25.68% | 52.22% |            | ○    |
|      | 石井英俊 | 41   | 希望の党   | 新   | 35,870票 | 18.04% | 36.69% |            | ○    |
|      | 立川孝彦 | 66   | 日本共産党 | 新   | 14,158票 | 7.12%  | 14.48% |            |      |

時の内閣：第2次安倍改造内閣 解散日：2014年11月21日 公示日：2014年12月2日
当日有権者数：40万7501人 最終投票率：43.18%（前回比：9.37%） （全国投票率：52.66%（6.66%））
| 当落 | 候補者名   | 年齢 | 所属党派   | 新旧 | 得票数   | 得票率 | 惜敗率 | 推薦・支持 | 重複 |
| ---- | ---------- | ---- | ---------- | ---- | -------- | ------ | ------ | ---------- | ---- |
| 当   | 井上貴博   | 52   | 無所属     | 前   | 59,712票 | 36.34% | ――     |            | ×    |
|      | 山本剛正   | 42   | 民主党     | 元   | 42,960票 | 26.15% | 71.95% |            | ○    |
|      | 新開裕司   | 46   | 無所属     | 前   | 31,087票 | 18.92% | 52.06% |            | ×    |
|      | 比江嶋俊和 | 67   | 日本共産党 | 新   | 18,906票 | 11.51% | 31.66% |            |      |
|      | 金出公子   | 67   | 無所属     | 新   | 6,764票  | 4.12%  | 11.33% |            | ×    |
|      | 明石健太郎 | 42   | みらい党   | 新   | 4,883票  | 2.97%  | 8.18%  |            |      |

- 井上は当選後に自由民主党の追加公認を受ける。
- 新開は2023年の福岡市議会議員選挙に参政党公認で立候補し当選。

時の内閣：野田第3次改造内閣 解散日：2012年11月16日 公示日：2012年12月4日 最終投票率：52.55% （全国投票率：59.32%（9.96%））
| 当落 | 候補者名   | 年齢 | 所属党派   | 新旧 | 得票数   | 得票率 | 惜敗率 | 推薦・支持       | 重複 |
| ---- | ---------- | ---- | ---------- | ---- | -------- | ------ | ------ | ---------------- | ---- |
| 当   | 井上貴博   | 50   | 自由民主党 | 新   | 96,706票 | 48.33% | ――     |                  | ○    |
|      | 竹内今日生 | 38   | みんなの党 | 新   | 45,014票 | 22.50% | 46.55% | 日本維新の会推薦 | ○    |
|      | 松本龍     | 61   | 民主党     | 前   | 36,632票 | 18.31% | 37.88% | 国民新党推薦     | ○    |
|      | 比江嶋俊和 | 65   | 日本共産党 | 新   | 15,992票 | 7.99%  | 16.54% |                  |      |
|      | 犬丸勝子   | 57   | 無所属     | 新   | 5,762票  | 2.88%  | 5.96%  |                  | ×    |

時の内閣：麻生内閣 解散日：2009年7月21日 公示日：2009年8月18日 （全国投票率：69.28%（1.77%））
| 当落 | 候補者名 | 年齢 | 所属党派   | 新旧 | 得票数    | 得票率 | 惜敗率 | 推薦・支持 | 重複 |
| ---- | -------- | ---- | ---------- | ---- | --------- | ------ | ------ | ---------- | ---- |
| 当   | 松本龍   | 58   | 民主党     | 前   | 123,441票 | 52.78% | ――     |            | ○    |
|      | 遠藤宣彦 | 46   | 自由民主党 | 前   | 88,648票  | 37.90% | 71.81% |            | ○    |
|      | 内田裕   | 53   | 日本共産党 | 新   | 18,046票  | 7.72%  | 14.62% |            | ○    |
|      | 宮崎道秀 | 51   | 幸福実現党 | 新   | 3,753票   | 1.60%  | 3.04%  |            |      |

- 遠藤は第46回で千葉6区から立候補するも、落選（日本維新の会）。

時の内閣：第2次小泉改造内閣 解散日：2005年8月8日 公示日：2005年8月30日 （全国投票率：67.51%（7.65%））
| 当落 | 候補者名 | 年齢 | 所属党派   | 新旧 | 得票数   | 得票率 | 惜敗率 | 推薦・支持 | 重複 |
| ---- | -------- | ---- | ---------- | ---- | -------- | ------ | ------ | ---------- | ---- |
| 当   | 松本龍   | 54   | 民主党     | 前   | 99,939票 | 47.27% | ――     |            | ○    |
| 比当 | 遠藤宣彦 | 42   | 自由民主党 | 新   | 92,891票 | 43.93% | 92.95% |            | ○    |
|      | 橋本英一 | 57   | 日本共産党 | 新   | 18,611票 | 8.80%  | 18.62% |            |      |

時の内閣：第1次小泉第2次改造内閣 解散日：2003年10月10日 公示日：2003年10月28日 （全国投票率：59.86%（2.63%））
| 当落 | 候補者名 | 年齢 | 所属党派   | 新旧 | 得票数   | 得票率 | 惜敗率 | 推薦・支持 | 重複 |
| ---- | -------- | ---- | ---------- | ---- | -------- | ------ | ------ | ---------- | ---- |
| 当   | 松本龍   | 52   | 民主党     | 前   | 92,969票 | 54.56% | ――     |            | ○    |
|      | 富永泰輔 | 28   | 自由民主党 | 新   | 53,611票 | 31.46% | 57.67% |            | ○    |
|      | 大島久代 | 47   | 日本共産党 | 新   | 15,940票 | 9.35%  | 17.15% |            |      |
|      | 藤本豊   | 52   | 無所属     | 新   | 4,179票  | 2.45%  | 4.50%  |            | ×    |
|      | 伊藤育子 | 67   | 無所属     | 新   | 3,711票  | 2.18%  | 3.99%  |            | ×    |

時の内閣：第1次森内閣 解散日：2000年6月2日 公示日：2000年6月13日 （全国投票率：62.49%（2.84%））
| 当落 | 候補者名   | 年齢 | 所属党派   | 新旧 | 得票数   | 得票率 | 惜敗率 | 推薦・支持 | 重複 |
| ---- | ---------- | ---- | ---------- | ---- | -------- | ------ | ------ | ---------- | ---- |
| 当   | 松本龍     | 49   | 民主党     | 前   | 82,241票 | 46.33% | ――     |            | ○    |
|      | 西田藤二   | 48   | 自由民主党 | 新   | 68,483票 | 38.58% | 83.27% |            | ○    |
|      | 大賀サワ子 | 56   | 日本共産党 | 新   | 19,690票 | 11.09% | 23.94% |            |      |
|      | 石田美香   | 34   | 自由連合   | 新   | 7,101票  | 4.00%  | 8.63%  |            |      |

時の内閣：第1次橋本内閣 解散日：1996年9月27日 公示日：1996年10月8日 （全国投票率：59.65%（8.11%））
| 当落 | 候補者名   | 年齢 | 所属党派   | 新旧 | 得票数   | 得票率 | 惜敗率 | 推薦・支持 | 重複 |
| ---- | ---------- | ---- | ---------- | ---- | -------- | ------ | ------ | ---------- | ---- |
| 当   | 松本龍     | 45   | 民主党     | 前   | 74,537票 | 46.66% | ――     |            | ○    |
|      | 西田藤二   | 45   | 自由民主党 | 新   | 56,748票 | 35.52% | 76.13% |            | ○    |
|      | 大賀サワ子 | 52   | 日本共産党 | 新   | 21,839票 | 13.67% | 29.30% |            |      |
|      | 山口実     | 47   | 日本新進党 | 新   | 6,629票  | 4.15%  | 8.89%  |            |      |